# Temple mormon de Vancouver
Le temple mormon de Vancouver est un temple de l’Église de Jésus-Christ des saints des derniers jours situé à Vancouver, dans la province de la Colombie-Britannique, au Canada. Il a été inauguré le 2 mai 2010.